# Baliomorpha pulchripennis
Baliomorpha pulchripennis är en nattsländeart som först beskrevs av Tillyard 1922.  Baliomorpha pulchripennis ingår i släktet Baliomorpha och familjen ryssjenattsländor. Inga underarter finns listade i Catalogue of Life.